# Черишев Дмитро Миколайович
Дмитро Миколайович Черишев (рос. Дми́трий Никола́евич Че́рышев, нар. 11 травня 1969, Горький, РРФСР, СРСР) — російський футболіст, що грав на позиції нападника. Виступав, зокрема, за клуби «Динамо» (Москва) та «Спортінг» (Хіхон), а також збірну Росії.  По завершенні ігрової кар'єри — футбольний тренер.
Батько футболіста Дениса Черишева, також гравця збірної Росії.

## Клубна кар'єра
У дорослому футболі дебютував 1989 року виступами за команду клубу «Хімік» (Дзержинськ), в якій того року взяв участь у 15 матчах чемпіонату.
Протягом 1990—1992 років захищав кольори команди клубу «Локомотив-НН».
Своєю грою за останню команду привернув увагу представників тренерського штабу клубу «Динамо» (Москва), до складу якого приєднався 1993 року. Відіграв за московських динамівців наступні три сезони своєї ігрової кар'єри. Більшість часу, проведеного у складі московського «Динамо», був основним гравцем атакувальної ланки команди. У складі московського «Динамо» був одним з головних бомбардирів команди, маючи середню результативність на рівні 0,36 голу за гру першості.
1996 року уклав контракт з клубом «Спортінг» (Хіхон), у складі якого провів наступні п'ять років своєї кар'єри гравця.  Граючи у складі хіхонського «Спортінга» також здебільшого виходив на поле в основному складі команди. У сезоні 1997/98 не зміг допомогти команді залишитися у Ла-Лізі і згодом захищав її кольори у другому іспанському дивізіоні.
Протягом 2001—2002 років захищав кольори команди іншого друголігового іспанського клубу «Бургос».
Завершив ігрову кар'єру в аматорському клубі «Реал Аранхуес», за команду якого виступав протягом 2002—2003 років.

## Виступи за збірні
1992 року провів три гри за збірну СНД. 
Протягом 1994—1998 років грав за національну збірну Росії. Протягом кар'єри у національній команді провів у її формі 10 матчів, забив один гол, взявши участь у розгромі збірної Сан-Марино (7:0).

## Кар'єра тренера
Завершивши виступи на футбольному полі вирішив залишитися в Іспанії, де спочатку тренував свою останню команду «Реал Аранхуес» (аматори), а 2006 року отримав місце тренера однієї з дитячих команди в системі мадридського «Реала».
2011 року повернувся до Росії, де був призначений спортивним директором клубу «Сибір», а пізніше того ж року очолив тренерський штаб своєї першої професійної команди — «Волги» (Нижній Новгород).
2014 року став головним тренером казахстанської команди «Іртиш», тренував команду з Павлодара один рік.
2015 року повертався до Іспанії, де був асистентом головного тренера «Севільї».
Протягом 2016–2017 років очолював тренерський штаб команди російського клубу «Мордовія», а 2018 року став головним тренером «Нижнього Новгорода».
| Дата      | Місто               | Господарі  | Результат | Гості             | Турнір            | Голи | Примітки |
| --------- | ------------------- | ---------- | --------- | ----------------- | ----------------- | ---- | -------- |
| 29-1-1994 | Сіетл               | США        | 1 – 1     | Росія             | товариський матч  | -    |          |
| 2-2-1994  | Окленд (Каліфорнія) | Мексика    | 1 – 4     | Росія             | товариський матч  | -    |          |
| 23-3-1994 | Дублін              | Ірландія   | 0 – 0     | Росія             | товариський матч  | -    |          |
| 6-5-1995  | Москва              | Росія      | 3 – 0     | Фарерські острови | Відбір до ЧЄ 1996 | -    |          |
| 31-5-1995 | Белград             | Югославія  | 1 – 2     | Росія             | товариський матч  | -    |          |
| 7-6-1995  | Серравалле          | Сан-Марино | 0 – 7     | Росія             | Відбір до ЧЄ 1996 | 1    |          |
| 8-6-1997  | Москва              | Росія      | 2 – 0     | Ізраїль           | Відбір до ЧС 1998 | -    |          |
| 20-8-1997 | Санкт-Петербург     | Росія      | 0 – 1     | Югославія         | товариський матч  | -    |          |
| 10-9-1997 | Софія (місто)       | Болгарія   | 1 – 0     | Росія             | Відбір до ЧС 1998 | -    |          |
| 23-9-1998 | Гранада             | Іспанія    | 1 – 0     | Росія             | товариський матч  | -    |          |
| Усього    |                     | Матчів     | 10        |                   | Голів             | 1    |          |